# پی‌وای روباه
پی‌وای روباه یک ستاره است که در صورت فلکی روباهک قرار دارد.